# Salva con nome
Salva con nome è il primo album live dei Virginiana Miller, gruppo musicale pop-rock italiano originario di Livorno formatosi nel 1990.

## Descrizione
Si tratta della registrazione di 13 canzoni dal concerto acustico tenuto al "Banale" di Padova due anni prima, e precisamente il 25 febbraio 2000.

## Tracce
1. Italiamobile
2. L'agente al Cairo
3. Altrove
4. Telefilm
5. Placenta
6. Radioamatore
7. Bentivegna
8. Dötlingen
9. Venere nettuno belvedere
10. L'uomo di paglia
11. L'estate è finita
12. Tutti al mare
13. (bis) Nouvelle cuisine
14. (bis) Telefilm